# نفرکاسوکار
| V10A | F35 | D28 | Z1 | O34 · V31 · D21 | Z5 | G7 | V11A | G7 |

| V10A | F35 | D28 | Z1 | O34 · V31 · D21 | Z5 | G7 | V11A | G7 |

نِفِرکاسوکار فرعونی از دودمان دوم در دوره تینیتی است. او پس از نفرکارع به پادشاهی رسید. مانثون نام او را سه‌سُشریس و طول دوران فرمانرواییش را ۴۸ سال ذکر می‌کند. این زمان در پاپیروس تورین ۸ سال آمده است.
جایگاه تاریخی دقیق این فرعون در تاریخ مصر مشخص نیست و نام و اطلاعات درباره‌اش از روی ظروف و آثار باستانی پس از او به دست آمده‌اند. عده‌ای از مصرشناسان بر این باورند که فرمانروایی او به موازات شاه ست-پریبسن بوده‌است.

## توضیحات اسم
نام نفرکاسوکار به معنای «سوکار برای کا بهترین است»، می‌باشد.